# Берк Атан
Берк Атан (на турски: Berk Atan) е турски модел и актьор. Най-известната му роля е в образа на Саваш в най-добрия сериал за 2015 г. „Дъщерите на Гюнеш“.

## Биография
Роден е в Измир, Турция на 26 септември 1991 г. Семейството му е голямо; като дете живее и заедно с братовчедите си. Завършил е университета по изобразително изкуство „Бейкент“, след което се ориентира към актьорското майсторство. В свободното си време се занимава с баскетбол, тенис и фитнес.
Носител е на титлата „Най-добър модел на Турция“ за 2011 и 2012.
През 2013 се снима в сериала „Всичко е наред“ като Селчук, а през същата година се снима и в „Altındağlı“ като Памир.
През 2015 участва в главната роля на Саваш в сериала „Слънчеви момичета“.
През 2017 се снима в новия си сериал „Дръж се, сърце мое“ в ролята на Атъф Синан.

## Личен живот
Няколко месеца Берк се среща с мениджъра си Симге Бирбен, но двойката се раздели. Причина станала целувката на Берк със своя колежка по задължение.

## Филмография
| Година | Заглавие           | Роля             |
| ------ | ------------------ | ---------------- |
| 2013   | Altındağlı         | Памир            |
| 2013   | Всичко е наред     | Селчук           |
| 2015   | Слънчеви момичета  | Саваш Мертоулу   |
| 2017   | Дръж се, сърце мое | Атъф Синан Шанал |
| 2017   | Сълзи от Рая       | Селим Аръсой     |

## Награди и номинации
| Година | Категория                   | Роля   |
| ------ | --------------------------- | ------ |
| 2011   | „Най-добър модел на Турция“ | Печели |
| 2012   | „Най-добър модел на Турция“ | Печели |
| 2012   | „Най-добър модел в света“   | Печели |
| 2015   | „Най-бързо изгряващ актьор“ | Печели |
| 2016   | „Най-добър актьор“          | Печели |